# Зеленогорськ (станція)
Зеленогорськ (фін. Terijoen rautatieasema) — залізнична станція Жовтневої залізниці на ділянці Санкт-Петербург-Фінляндський — Виборг між платформами Комарово та Ушково. Станція розташована в місті Зеленогорськ, що входить до складу Курортного району Санкт-Петербурга.
В 1949 році залізнична станція Теріокі була перейменована в Зеленогорськ.

## Опис станції
Зеленогорськ — зонна станція. Вона є кінцевою для частини приміських електропоїздів з Санкт-Петербург-Фінляндський, а також «рейкового автобуса» РА2 (раніше дизель-поїздів Д1 — деякі продовжували рух на Санкт-Петербург — згодом поїзда на тепловозній тязі) Виборг — Приморськ — Зеленогорськ. На станції зупиняються також і електропоїзди підвищеної комфортності. Поїзди далекого прямування на станції не зупиняються.
Виборзький хід електрифіковано в 1951 році.
На станції три платформи. Перша платформа має високу і низьку частину. Низька частина платформи прилягає до будівлі вокзалу. Друга платформа — острівна. Третя платформа складається з берегової (незважаючи на розташування між двома коліями) високої частини і частково острівної, частково берегової до сусідньої колії низької частини. Від низької частини платформи відправляється «рейковий автобус» РА2 за маршрутом Зеленогорськ — Приморськ — Виборг і біля цієї найнижчої частини платформи зупиняється «рейковий автобус» РА2 маршруту Санкт-Петербург — Зеленогорськ — Приморськ — Виборг. Влітку також курсує шестивагонний електропоїзд на Радянський, що Приморським ходом прямує під тепловозом М62 — вказаний електропоїзд також зупиняється біля низької частини третьої платформи.
Всі платформи мають огорожі безпеки для безпеки пасажирів при проході швидкісних поїздів.
Платформи сполучені з вокзалом підземним пішохідним переходом.
Станція є вузловою, від неї відгалужується залізниця на Приморськ. Раніше ця залізниця відгалужувалася від станції Ушково, але після перетворення станції Ушково на зупинний пункт у 2008 році ця лінія починається на станції Зеленогорськ, на дільниці Зеленогорськ — Ушково прямує паралельно основній лінії і перед зупинним пунктом Ушково відходить від неї.